# 勞氏海綿
勞氏海綿（學名：Laosciadia）是一屬已滅絕的海綿，生存於白堊紀。這種扁平蘑菇狀的海綿是一種石海綿，在白堊紀晚期很常見。牠們有許多結實而複雜的體腔結構。骨骼由四條邊框堅硬而相互連接的射線狀骨針組成。這種矽質海綿生活在水深100至400公尺不等處。